# Tourais
Tourais é uma povoação portuguesa do Município de Seia, na antiga província da Beira Alta, região do Centro e sub-região da Serra da Estrela, que foi sede da extinta Freguesia de Tourais, freguesia que tinha 22,16 km² de área e 1 440 habitantes (2011), e, por isso, uma densidade populacional de 65 hab/km².
À Freguesia de Tourais foi agregada, na ultima reorganização das freguesias portuguesas, a Freguesia de Lajes, criando-se assim a União das Freguesias de Tourais e Lajes. É de salientar que, no passado, a aldeia de Lajes já havia pertencido à freguesia de Tourais.

## Localização geográfica
A antiga freguesia de Tourais fica situada no Município de Seia entre a margem direita do Rio Seia e a margem esquerda do Rio Mondego, embora este último não se estenda pela freguesia pois interpõem-se as freguesias de Girabolhos e Paranhos da Beira. 
Tem como freguesias limítrofes: a nascente, as Lajes e Santa Comba de Seia; a norte, Girabolhos; a poente, Seixo da Beira e Paranhos da Beira; a sul, Sameice. Excepto o Seixo, que pertence ao Município de Oliveira do Hospital, do Distrito de Coimbra, todas as outras freguesias limítrofes pertencem ao Município de Seia, do Distrito da Guarda.

## População
| Totais e grupos etários | Totais e grupos etários | Totais e grupos etários | Totais e grupos etários | Totais e grupos etários | Totais e grupos etários | Totais e grupos etários | Totais e grupos etários | Totais e grupos etários | Totais e grupos etários | Totais e grupos etários | Totais e grupos etários | Totais e grupos etários | Totais e grupos etários | Totais e grupos etários | Totais e grupos etários |
| ----------------------- | ----------------------- | ----------------------- | ----------------------- | ----------------------- | ----------------------- | ----------------------- | ----------------------- | ----------------------- | ----------------------- | ----------------------- | ----------------------- | ----------------------- | ----------------------- | ----------------------- | ----------------------- |
|                         | 1864                    | 1878                    | 1890                    | 1900                    | 1911                    | 1920                    | 1930                    | 1940                    | 1950                    | 1960                    | 1970                    | 1981                    | 1991                    | 2001                    | 2011                    |
| Total                   | 1 901                   | 2 003                   | 2 033                   | 2 135                   | 2 247                   | 2 452                   | 2 064                   | 2 379                   | 2 467                   | 2 417                   | 1 937                   | 2 045                   | 1 800                   | 1 561                   | 1 440                   |

| 0-14 anos  | 15-24 anos | 25-64 anos | 65 e + anos |
| 205 \| 172 | 210 \| 135 | 794 \| 725 | 352 \| 408  |
| -16%       | -36%       | -9%        | +16%        |

## Locais de Interesse
- Capela de S. Matias;
- Cemitério antigo (Séculos XV e XVI);
- Igreja Matriz;
- Penedo Furador;
- Sepulturas antropomórficas;
- Casas solarengas dos séculos XVIII e XIX, nomeadamente:
  - Família Dr. Montenegro, ilustre família desta terra a viver no Porto;
  - Família Bernardo da Silva;
  - Casa de Torres, propriedade da Junta de Freguesia, onde se situa atualmente a sede da Associação de Beneficência Social e Cultural de Tourais;
- Em Vila Verde destaca-se a Casa e Capela de Nossa Senhora do Carmo.

## Entidades
- Centro Cultural e Recreativo de Vila Verde